# Paradoja de Teseo
La paradoja de Teseo es una paradoja de reemplazo que se pregunta si cuando a un objeto se le reemplazan todas sus partes, este sigue siendo el mismo. Este es un antiguo concepto de la filosofía occidental, habiendo sido discutido por Heráclito y Platón entre los años 500 y 400 a. C.

## Leyenda griega
Según una leyenda griega recogida por Plutarco:

El barco en el cual volvieron (desde Creta) Teseo y los jóvenes de Atenas tenía treinta remos, y los atenienses lo conservaron hasta la época de Demetrio de Falero, ya que retiraban las tablas estropeadas y las reemplazaban por unas nuevas y más resistentes, de modo que este barco se había convertido en un ejemplo entre los filósofos sobre la identidad de las cosas que crecen; un grupo defendía que el barco continuaba siendo el mismo, mientras el otro aseguraba que no lo era.
Plutarco, Teseo, 23.1

Esto se puede traducir en la siguiente pregunta: ¿estaríamos en presencia del mismo barco si se hubieran reemplazado cada una de las partes del barco una a una?
Existe además una pregunta adicional: si las partes reemplazadas se almacenasen, y luego se usasen para reconstruir el barco ¿cuál de ellos, si lo es alguno, sería el barco original de Teseo?

## Variaciones de la paradoja

### El río de Heráclito
El filósofo griego Heráclito tomó una visión opuesta de la identidad metafísica afirmando que:

«Ningún hombre puede cruzar el mismo río dos veces, porque ni el hombre ni el agua serán los mismos.»

Plutarco también nos informa de la declaración de Heráclito de pararse dos veces en el mismo río, citando que eso no se puede hacer porque

«se dispersa y se junta de nuevo, y se acerca y retrocede.»

### Los calcetines de Locke
John Locke propuso un escenario concerniente a un calcetín favorito al que le sale un agujero. Él reflexionaba sobre si el calcetín podría aún ser el mismo después de que se aplicara un parche en él. Si así era, ¿podría entonces seguir siendo el mismo calcetín después de que se le aplicara un segundo parche? ¿Podría, en efecto, seguir siendo el mismo calcetín varios años después, incluso después de que todo el material del calcetín fuera reemplazado por parches?

### La vieja hacha del abuelo
«La vieja hacha del abuelo» es una expresión coloquial de origen desconocido que describe algo a lo que le queda poco del original: «Ha tenido tres nuevas cabezas y cuatro nuevos mangos pero aún es la misma vieja hacha». La frase también ha sido usada en bromas como «Esta es el hacha original de George Washington…», mientras se sostiene un hacha evidentemente nueva.

### Otros ejemplos
Muchos objetos pueden caer en la paradoja de Teseo: edificios y automóviles, por ejemplo, pueden sufrir un reemplazo completo y aún mantener algún aspecto de su identidad; negocios, colegios y universidades cambian frecuentemente de direcciones y residencias, «reemplazando» así completamente su antigua estructura material por una nueva, y siguen manteniendo el mismo propósito y frecuentemente la misma gente que mantenía a la organización funcionando como lo hacía. Si dos negocios se juntan, sus identidades se juntan (o uno es consumido por el otro). De manera similar, el cuerpo humano constantemente crea, a partir de los materiales construidos, nuevas partes componentes, células, mientras las células viejas mueren. El promedio de edad de las células en un cuerpo adulto puede ser de menos de diez años.
Si relacionamos la identidad a las acciones o fenómenos, la identidad se vuelve incluso más difícil de comprender. Dependiendo de la perspectiva escogida por uno de qué es lo que identifica o continúa un huracán, si un huracán Evan se desata en un lugar concreto y entonces otro huracán se forma en el mismo lugar o cerca de él, una persona puede ser totalmente coherente en escoger llamar al huracán final igual que al primero, o escoger llamar a ese último con un nuevo nombre: «Frank», «Georgia» o «Bashi».
En el episodio Respira hondo de la serie Doctor Who se hace mención a esta paradoja, cuando los protagonistas encuentran un androide que durante varios años estuvo reemplazando sus partes defectuosas con órganos humanos.
En el capítulo V de la novela Alicia en el país de las maravillas (1865), de Lewis Carroll, Alicia mantiene una conversación con una oruga azul, que la interroga por su identidad. Alicia, confundida tras cambiar de tamaño en varias ocasiones durante el día, responde que no sabe si sigue siendo la misma que esa mañana. La oruga no parece tener problema con la paradoja, a lo que Alicia le espeta que ya opinará distinto cuando ella misma se transforme en crisálida y después en mariposa.
En el episodio 233 del anime One Piece se explica la paradoja cuando los carpinteros navales informan a los protagonistas de que su barco, el Going Merry, no puede ser reparado debido a lo dañada que estaba la quilla, y aunque lo construyeran desde cero, no sería el mismo barco.
En el capítulo 9 de la serie del Universo Cinematográfico de Marvel WandaVision se hace mención a esta paradoja en el momento donde el Visión de la realidad de Wanda tiene una conversación con el Visión «Blanco» enviado por S.W.O.R.D., cuestionándose ambos cuál de ellos es el Visión original.

## Resoluciones propuestas

### Las causas de Aristóteles
De acuerdo con el sistema filosófico de Aristóteles y sus seguidores, hay cuatro causas o razones que describen una cosa; estas causas pueden ser analizadas para conseguir una solución a la paradoja. La Causa Formal o forma es el diseño de una cosa, mientras que la Causa Material es la materia de la que está hecha la cosa. El Barco de Teseo, en un sentido limitado, podría ser descrito como el mismo barco, debido a que la causa formal, o diseño, no cambia, incluso aunque el material usado para construirlo pueda variar con el tiempo. De la misma manera, un río tiene la misma causa formal aunque la causa material (el agua contenida en él) cambie con el tiempo. Otra de las causas de Aristóteles es el fin o Causa Final, el cual es el propósito previsto de una cosa. El Barco de Teseo podría tener el mismo fin, esto es, transportar a Teseo, incluso pese a que su causa material pudiera cambiar con el tiempo. La Causa Eficiente es cómo y por quién está hecha una cosa, por ejemplo, cómo artesanos fabricaron y montaron alguna cosa; en el caso de El barco de Teseo, los trabajadores que construyeron el barco en primer lugar podrían haber usado las mismas herramientas y técnicas para reemplazar los tablones en el barco.

### Definiciones de «lo mismo»
Un argumento común fundado en la literatura filosófica está en el caso de que, en el río de Heráclito, nos tropezamos con dos definiciones de «lo mismo». Por un lado, las cosas pueden ser cualitativamente iguales, solo por el hecho de tener las mismas propiedades (cualidades). Por otro lado, ellas podrían ser numéricamente las mismas siendo «una». Como ejemplo, considere dos bolas de bolos que se ven idénticas. Son cualitativamente, pero no numéricamente las mismas. Si una de las bolas fuese entonces pintada de un color diferente, esta sería numéricamente la misma que existía antes, pero no cualitativamente igual a su pareja.
Dado este argumento, el río de Heráclito es numéricamente, pero no cualitativamente, diferente para el momento en que uno da el segundo paso dentro de él. Para la paradoja de Teseo se cumple la misma verdad.
El principal problema de esta solución propuesta es que, si nosotros construimos nuestra propia definición de identidad lo suficientemente amplia, la identidad cualitativa colapsa en la identidad numérica. Por ejemplo, si una de las cualidades de la bola de bolos es una ubicación espacio-temporal, entonces no existirán dos bolas de bolos que se encuentren en diferentes lugares y tiempos que puedan ser alguna vez cualitativamente idénticas. Igualmente, en el caso del río, dado que tiene diferentes propiedades en cada punto del tiempo –tales como diferentes caudales, y diferencias en las ondas de la superficie, y cambios en la cantidad de agua debido a la evaporación– este nunca podrá ser cualitativamente idéntico en diferentes puntos de la línea de tiempo. Dado que nada puede ser cualitativamente diferente, sin también tener que ser numéricamente diferente, el río tiene que ser numéricamente diferente en diferentes puntos en el tiempo.

## Diferencias culturales
Este concepto puede diferir en culturas diferentes. Como muestra esta anécdota, parecería que en Asia esto no constituye una paradoja. Douglas Adams en su libro Last chance to see relata:

Yo recuerdo que una vez en Japón, fui de visita al Kinkaku-ji en Kioto y me sorprendí al observar lo bien que el templo había resistido el paso del tiempo desde que fuera construido en el siglo catorce. Entonces me explicaron que en realidad el edificio no había resistido, ya que de hecho se había quemado hasta los cimientos dos veces durante este siglo. Por lo que le pregunté a mi guía japonés: «¿O sea que no es el edificio original?».

«Al contrario, por supuesto que es el original», me contestó, un tanto sorprendido por mi pregunta.
«¿Pero no se incendió?».
«Sí».
«Dos veces».
«Muchas veces».
«Y fue reconstruido».
«Por supuesto. Es un edificio histórico importante».
«Con materiales completamente nuevos».
«Por supuesto. ¡Si se había incendiado!».
«Pero entonces, ¿cómo es posible que sea el mismo edificio?».
«Siempre es el mismo edificio».

Y tuve que admitir que este era un punto de vista perfectamente racional, solo que partía de un postulado completamente inesperado. La idea del edificio, la finalidad del mismo y su diseño son todos conceptos inmutables y son la esencia del edificio. El propósito de los constructores originales es lo que sobrevive. La madera de la que está construido decae y es reemplazada todas las veces que sea necesario. «El preocuparse por los materiales originales, que solo son recuerdos sentimentales del pasado, es no saber apreciar el edificio».